# Marion Borras
Marion Borras (Pontcharra, 24 november 1997) is een Frans wielrenster die zowel op de baan als op de weg rijdt.

## Carrière
Bij de junioren won Borras op de weg in 2014 en 2015 de Chrono des Nations. In 2023 tekende ze bij de Franse wielerploeg Saint Michel-Mavic-Auber 93. Namens deze ploeg nam ze in datzelfde jaar deel aan Parijs-Roubaix waar ze vijfde werd.
Op de baan won ze haar eerste medaille in 2015 op het nationale kampioenschap. Ze werd tweede op het onderdeel achtervolging. In 2017, 2018 en 2019 won ze meerdere medailles op hetzelfde kampioenschap. Op internationaal niveau liet ze zich voor het eerst zien in 2019. Ze won zilver op de Europese kampioenschappen bij de beloften op het onderdeel ploegenachtervolging die ze samen reed met Clara Copponi, Valentine Fortin en Marie Le Net. In 2021 won ze haar eerste medailles op de Europese kampioenschappen bij de elite. In datzelfde jaar nam ze voor het eerst deel aan de Olympische Zomerspelen 2020 in Tokio. Samen met Victoire Berteau, Coralie Demay, Fortin en Le Net behaalde ze een zevende plaats bij de ploegenachtervolging. Bij de volgende Olympische Spelen in 2024 nam Borras eveneens deel aan de ploegenachtervolging. Deze reed ze met Copponi, Fortin en Le Net. De Franse dames werden vijfde op dit onderdeel. Bij de koppelkoers, die ze samen reed met Copponi, werd ze vijfde.

## Palmares

### Op de baan
| Jaar     | FK                                                      | EK                                 | WK                   | Overige |
| Beloften | Beloften                                                | Beloften                           | Beloften             | Beloften |
| -------- | ------------------------------------------------------- | ---------------------------------- | -------------------- | --- |
| 2019     |                                                         | ploegenachtervolging               |                      | |
| Elite    |                                                         |                                    |                      | |
| 2015     | achtervolging                                           |                                    |                      | |
| 2016     |                                                         |                                    |                      | |
| 2017     | koppelkoers · achtervolging · omnium                    |                                    |                      | |
| 2018     | achtervolging · koppelkoers                             |                                    |                      | |
| 2019     | achtervolging · koppelkoers · puntenkoers               |                                    |                      | |
| 2020     |                                                         |                                    |                      | |
| 2021     |                                                         | achtervolging · koppelkoers        |                      | Driedaagse van Aigle: · achtervolging · koppelkoers · omnium · puntenkoers · Olympische Spelen: · 7e ploegenachtervolging |
| 2022     |                                                         | koppelkoers · ploegenachtervolging | ploegenachtervolging | Driedaagse van Aigle: · achtervolging · koppelkoers · scratch                                                             |
| 2023     | omnium · achtervolging                                  |                                    | ploegenachtervolging | Driedaagse van Aigle: · achtervolging · scratch · koppelkoers                                                             |
| 2024     | achtervolging · koppelkoers                             | koppelkoers                        | koppelkoers          | Olympische Spelen: 5e koppelkoers 5e ploegenachtervolging                                                                 |
| 2025     | achtervolging · koppelkoers · puntenkoers · 1km tijdrit | puntenkoers · koppelkoers          |                      | |

### Op de weg
2014
Chrono des Nations, junioren
2015
Chrono des Nations, junioren

#### Resultaten in voornaamste wedstrijden
| Jaar | Ronde van Italië | Ronde van Frankrijk | Ronde van Spanje |
| ---- | ---------------- | ------------------- | ---------------- |
| 2023 |                  |                     |                  |
| 2024 |                  |                     |                  |
| 2025 |                  |                     | 105e             |

| Jaar | Gent-Wevelgem | Parijs-Roubaix |
| ---- | ------------- | -------------- |
| 2023 |               | 5e             |
| 2024 |               |                |
| 2025 | opgave        | 62e            |

## Ploegen
- 2023 –  Saint Michel-Mavic-Auber 93
- 2024 –  Saint Michel-Mavic-Auber 93
- 2025 –  Cofidis